# Lewkowo (obwód jarosławski)
Lewkowo (ros. Левково) – wieś (dieriewnia) w Rosji, w obwodzie jarosławskim, w rejonie rostowskim. W 2010 liczyła 22 mieszkańców.